# Свети Йоан Предтеча (Слатина)
„Свети Йоан Предтеча“ или „Свети Йоан Кръстител“ (на румънски: „Sfântul Ioan Botezătorul“) е храм на Румънската православна църква в квартал Градище в румънския град Слатина, окръг Олт, част от Слатинската епископия на Олтенската митрополия.

## История
Храмът е издигнат в 1796 година. Изографисана е за пръв път в 1824 година. След като няколко пъти е реновирана в края на XIX век, църквата е изписана в 1895 година от дебърския майстор Никола Янев и сина му Соломон Николов.
Храмът е исторически паметник в окръг Олт.